# Rattanpalme

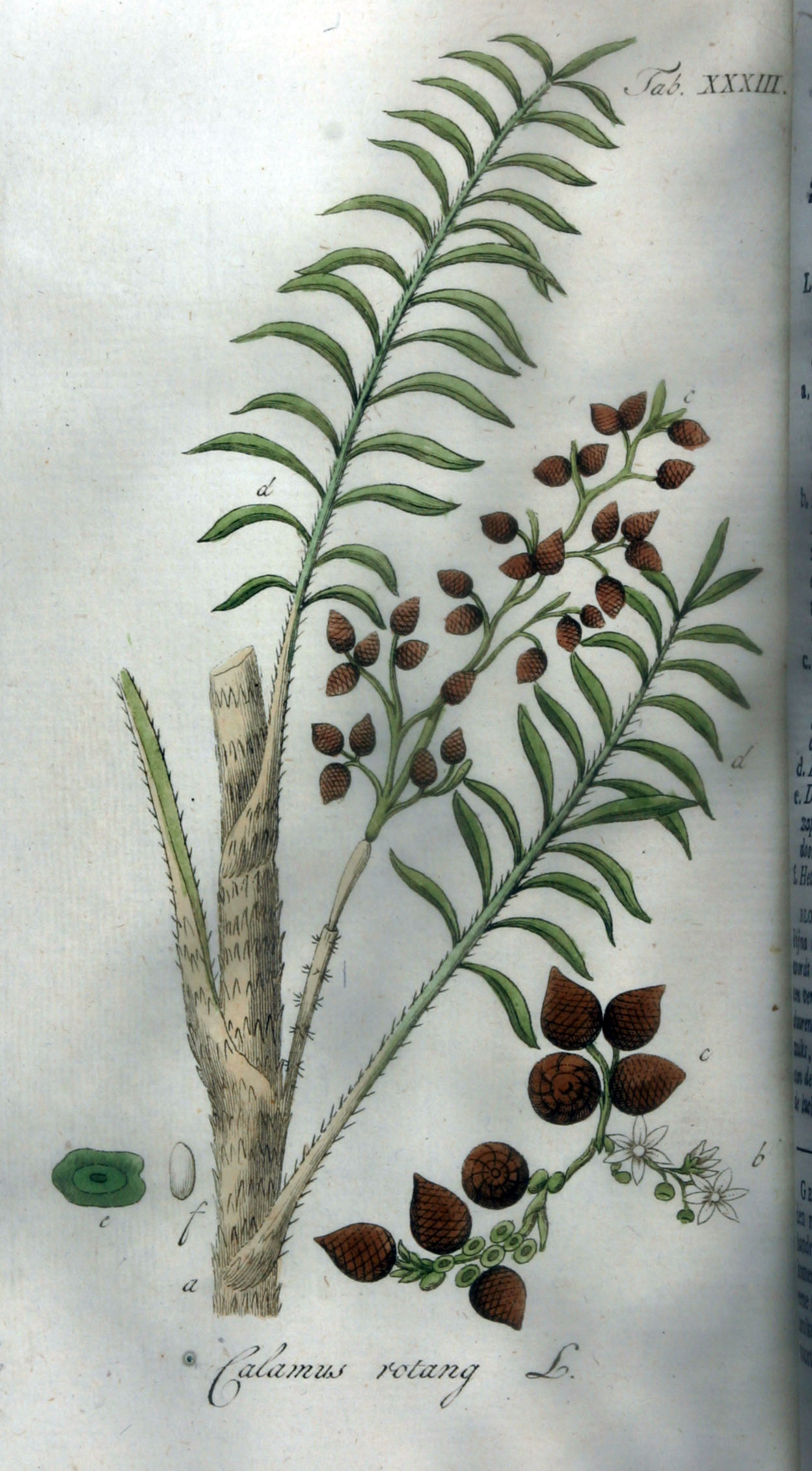
Zeichnung von Calamus rotang, 1831

Als Rattanpalme oder Rotangpalme werden meist kletternd wachsende Vertreter mehrerer Gattungen der Palmengewächse bezeichnet, die vorwiegend aus Südostasien stammen. Aus den Sprossachsen der Calamus-Arten wird der Rohstoff Rattan gewonnen, dem die Rattanpalmen ihren Namen verdanken.
Die vielstämmig wachsenden Fiederpalmen können andere Gehölze als Stütze nutzen, sich an diesen festhaken und an ihnen emporwachsen. In Gemeinschaft mit anderen Pflanzen bilden die, oft stacheligen, Pflanzen fast undurchdringliche Dickichte.
Zu den Rattanpalmen zählen Arten folgender Gattungen:
- Calamus
- Retispatha
- Daemonorops
- Ceratolobus
- Pogonotium
- Plectocomia
- Myrialepis
- Plectocomiopsis

Es sind dies die Vertreter der beiden Subtriben Plectocomiinae und Calaminae innerhalb der Tribus Calameae.